# 溥齡
奉恩鎮國公溥齡（1849年11月17日—1897年8月2日），奉恩鎮國公載鋼第二子，母繼室鈕祜祿氏，其父為西敏，慎郡王系第八代。
他在道光二十九年十月（1849年）出生，同治十一年十二月（1868年）受封一等輔國將軍，光緒九年四月（1883年）接替被革爵的兄長溥泰而成為慎郡王第八代，但因為慎郡王並非世襲罔替的爵位，因此他的封爵只是奉恩鎮國公。
光緒二十三年七月（1897年）他去世，虛齡四十九岁，由長子毓亨襲封慎郡王系第九代。